# FK Garliava
FK Garliava är en fotbollsklubb i staden Garliava i Litauen, grundade 2008. Klubben spelar i Pirma lyga, Litauens andradivision.

## Hemmaarena
Större matcher kan spelas på Adomo Mitkaus mokyklos stadionas (skolstadion i Adomas Mitkus). 

## Placering tidigare säsonger
| Säsong | Nivå | Liga                 | Placering | Referens    | Notering                        |
| ------ | ---- | -------------------- | --------- | ----------- | ------------------------------- |
| 2017   | 4    | Trečia lyga (Kaunas) | 7         |             |                                 |
| 2021   | 3    | Antra lyga           | 4         | [ 1 ] [ 2 ] | Uppflyttad till 2022 Pirma lyga |
| 2022   | 2    | Pirma lyga           | 12        | [ 3 ] [ 4 ] |                                 |
| 2023   | 2    | Pirma lyga           | 8         | [ 5 ]       |                                 |
| 2024   | 2    | Pirma lyga           | 15        | [ 6 ]       |                                 |

## Färger
FK Garliava spelar i vit och röd trikåer, bortastället är röd och blå.
| GARLIAVA | GARLIAVA |

| GARLIAVA | GARLIAVA |

| GARLIAVA | GARLIAVA |

### Dräktsponsor
- Joma

### Trikåer
| 2021-11-02 | 2021 | 2021 | 2021 |

## Trupp 2024
Uppdaterad: 8 mars 2024
| Nr | Land    | Pos | Namn                  |
| -- | ------- | --- | --------------------- |
| 1  | Litauen | MV  | Gintas Malyj          |
| 4  | Litauen |     | Ignas Ambrazevičius   |
| 7  | Litauen |     | Vilius Giedraitis     |
| 8  | Litauen |     | Elvinas Navickas      |
| 9  | Litauen |     | Lukas Sipavičius      |
| 11 | Litauen |     | Deividas Arlauskas    |
| 14 | Litauen |     | Karolis Gaižaitis     |
| 17 | Litauen |     | Benas Olencevičius    |
| 18 | Litauen |     | Lukas Pangonis (kap.) |
| 19 | Litauen |     | Rimvydas Karsokas     |
| 20 | Litauen |     | Ignas Miliūnas        |

| Nr | Land    | Pos | Namn               |
| -- | ------- | --- | ------------------ |
| 21 | Kamerun |     | Alex Minang        |
| 22 | Litauen |     | Tanas Petukauskas  |
| 24 | Litauen |     | Joris Ribikauskas  |
| 25 | Litauen |     | Neidas Antanaitis  |
| 26 | Litauen | MV  | Antanas Simokaitis |
| 31 | Belarus |     | Cimafei Muraška    |
| 41 | Litauen |     | Titas Pranauskas   |
| 77 | Litauen |     | Ugnius Montvilas   |
|    | Litauen | A   | Evaldas Kugys      |
|    | Litauen | F   | Tomas Rakašius     |
|    | Litauen |     | Domantas Vitkus    |

## Tränare
- Gintautas Vaičiūnas, 2021.[8]
- Vitalijus Stankevičius, siden 2022.[9]
- Marius Bezykornovas (siden augusti 2024)